# Teúl de González Ortega
Teúl de González Ortega, conocida simplemente como Teúl, es una localidad situada al sur del estado mexicano de Zacatecas, es la cabecera del municipio homónimo. De acuerdo con el censo de población llevado a cabo por el INEGI en 2020 hay alrededor de 3 461 habitantes en la localidad.

## Recursos naturales
La actividad productiva es predominantemente agricultura. La mayoría de las tierras son de temporal en un 88% y un 12% de riego.

### Flora
Existen cuatro clases de suelos con capacidad de uso forestal: una apta para especies maderables, la segunda no es apta para explotación forestal, la tercera es de consumo doméstico y la cuarta de especies maderables de baja explotación. Las principales clases de árboles son: el roble, encino, palo colorado y pino real.

### Fauna
Carnívoros:
- Coyote
- Puma
- Gato montés

Herbívoros:
- Techalote
- Venado cola blanca
- Ardilla
- Conejo
- Liebre

Venenosos:
- Araña capulina
- Escorpión

Reptiles:
- Víbora de cascabel
- Coralillo
- Culebra
- Alicante

Aves:
- Águila
- Codorniz
- Cenzontle
- Jilguero
- Lechuza
- Garza blanca
- Gorrión
- Calandria
- Faisán
- Guajolote silvestre

### Clasificación y uso del suelo
El principal cultivo es el maíz con un promedio de 3,248 hectáreas. Le sigue el frijol con 31 hectáreas , el sorgo con 58 hectáreas y las habas con 5 hectáreas.

### La ganadería
La otra fuente de riqueza es la ganadería para la que dedica 87,000 hectáreas con una producción de 29, 400 bovinos , sin contar los que se evaden por los municipios fronterizos.

### Industria y comercio
El agave azul le está dando un vuelco al municipio tanto en alternativas de producción como inicio de un desarrollo industrial. La región de Huitzila, al sur del municipio, es la región más industrializada. Seis destiladoras registradas: «Zacatecano», «Huitzila», «Potrillos», «Lamas», en Huitzila y Hacienda de Guadalupe. «Teulito» y «Caxcán» en la cabecera municipal. Actualmente existen 600.26 hectáreas plantadas de agave azul tequilana.

## Música
El Teúl es cuna de músicos, hay una larga tradición que data de las primeras décadas del siglo pasado sobre el aprendizaje y práctica de la música clásica y popular. En la actualidad existen 7 grupos musicales, de los cuales 3 de ellos son bandas tipo sinaloense (Banda San Agustín, Banda Skandaloza y Banda Teúl), tres agrupaciones de corte norteño (Los Chalinos, Fuga Norteña, Los Tres de Zacatecas), todas ellas oscilan de 5 a 20 años de antigüedad. Y la tradicional "Banda Sinfónica Juvenil Teulense" formada en 1982, la cual goza de enorme prestigio e identidad en la comunidad.

## Zona arqueológica
En 2010, el INAH anunció haber descubierto la escultura de un jugador de pelota decapitado, se espera que dicha zona sea abierta al público en general para el 2015.

## Nombramiento dePueblo Mágico
El 29 de abril de 2011, la Secretaria de Turismo federal, Gloria Guevara Manzo y el gobernador en turno Miguel Alonso Reyes, entregaron la constancia que acredita como Pueblo Mágico a esta comunidad.